# Millares (Baleira)

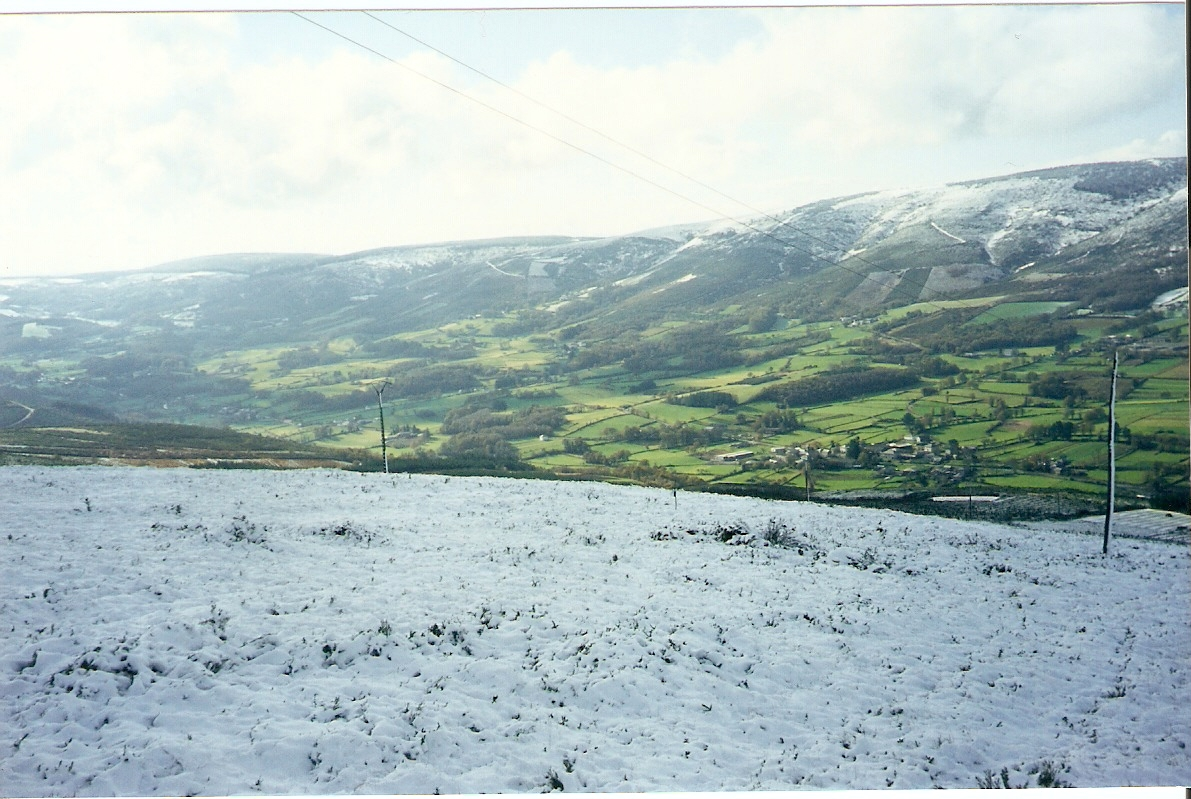
Millares en 1999

Millares es una aldea de la parroquia de A Braña del municipio lucense de Baleira. Su población en 2009 era de 36 personas según el padrón municipal de habitantes.

## Historia
En el Catastro de Ensenada del año 1753, Millares está incluido en el reino de Galicia, provincia de Lugo, jurisdicción de Neira de Rey, feligresía de San Miguel da Braña que es señorío del marqués de Montaos, quien por razón de señorío y vasallaje «no percive cosa alguna».
En esa época vivían 65 habitantes que se dedicaban exclusivamente a la agricultura salvo dos arrieros y un herrero.
Los edificios principales eran: diez casas, tres alpendres, ocho hórreos, dos molinos y una capilla. En una de las casas había una taberna que tenía regulada la venta de vino en 48 reales de vellón al año y 30 por vender tabaco. Los hórreos tienen planta cuadrada construidos en madera sobre 4 pilares y cubiertos de paja. Los molinos harineros se localizaban en el lugar de O Candal. Molían el grano con el agua de la fuente de O Espiñeiro la cuarta parte del año. La capilla estaba dedicada en honor a San Juan Bautista. En el año 1798 el obispo de Lugo ordena suspender la celebración de la misa en ella por no reunir las condiciones adecuadas hasta que se reedificara.